# 南寨街道
南寨街道，是中华人民共和国山西省太原市尖草坪区下辖的一个乡镇级行政单位。

## 行政区划
南寨街道下辖以下地区：
江阳社区、轨枕社区、七平社区、兴安苑社区、二电社区、朝阳社区、新华社区、兴安社区、南寨村和圪垛村。